# Teddy Killerz
Teddy Killerz sind eine russische und ukrainische Gruppe für elektronische Musik, die sich aus Grigorij Tscherekaev, Anton Mashevsky und Oleg Cholovskii zusammensetzt. Sie treten auch unter ihren individuellen Künstlernamen wie Garud, Place 2b und Paimon (in entsprechender Reihenfolge) auf. Teddy Killerz sind russischer und ukrainischer Abstammung.

## Geschichte
Teddy Killerz sind dafür bekannt, verschiedene Tanzmusikstile zu produzieren, die von Drum and Bass, Dubstep, Trap und Breakbeat reichen. Die Gruppe hat auf OWSLA veröffentlicht und im November 2014 bei Ram Records unterzeichnet (erst nach einer ersten Veröffentlichung auf Ram Records' Schwesterlabel "Program"). Die Teilnahme von Teddy Killerz an einem Remix-Wettbewerb auf OWSLA für den Skrillex-Song "Make It Bun Dem" erregte die Aufmerksamkeit des Label-Besitzers, der die Band daraufhin unter Vertrag nahm. Ihre erste Veröffentlichung auf OWSLA war die EP "Toys Riot", die aus drei Originalsongs bestand. Teddy Killerz haben auch eine ganze Reihe von Veröffentlichungen auf Bad Taste Recordings, Hardcore Beats und Dutty Audio vorzuweisen. Teddy Killerz hat eine Reihe von Werken anderer Künstler neu abgemischt, vor allem aber Ragga Bomb von Skrillex mit den Ragga Twins, das 2014 auf OWSLA veröffentlicht wurde, und "Make Those Move" der Gruppe I Am Legion (bestehend aus den Hip-Hop-Künstlern "Foreign Beggars" und den Drum-and-Bass-Künstlern "Noisia") (veröffentlicht auf OWSLA, Par Excellence und Division Recordings), das 6 Wochen lang auf Platz 1 der Beatport-Charts blieb.
Im Jahr 2014 wurden Teddy Killerz von Ram Records für den '60 Minuten RAM'-Mix für MistaJam auf BBC 1 Xtra ausgewählt. Sie haben auch für und neben dem Dance/Rock-Act Modestep produziert, der den Song Make You Mine auf ihrem Album London Road inspiriert hat.
Am 21. März 2015 erschien die erste Veröffentlichung von Teddy Killerz, Teddynator, auf Ram Records und am 31. Juli 2015 ihre EP, Hyperspeed ebenda.

## Diskografie

### Alben
- 2017: Nightmare Street
- 2025: COOKED

### Singles
| Jahr | Titel                                      | Label             |
| ---- | ------------------------------------------ | ----------------- |
| 2012 | Scary / Earth Shaker (mit Nphonix)         | Bad Taste         |
| 2012 | New Drums / Double Thinking                | Bad Taste         |
| 2012 | The Exorcist EP                            | Hardcore Beats    |
| 2013 | Violence EP                                | Eatbrain          |
| 2013 | Toys Riot EP                               | OWSLA             |
| 2013 | Teddy Massacre EP                          | OWSLA             |
| 2014 | New Year Gifts 2013/2014                   | Not On Label      |
| 2014 | Big Blow EP                                | Program           |
| 2014 | Z / Shake                                  | Bad Taste         |
| 2014 | Machine Room Level One                     | Bad Taste         |
| 2014 | Machine Room Level Two                     | Bad Taste         |
| 2014 | Machine Room Level Three                   | Bad Taste         |
| 2014 | Demolisher                                 | Subtitles         |
| 2014 | Blend LP Part 1 (mit Optiv & BTK)          | Dutty Audio       |
| 2015 | Teddynator / Endlessly                     | Ram Records       |
| 2015 | Hyperspeed EP                              | Ram Records       |
| 2016 | Rock 'N' Roll / Wildlife (mit June Miller) | Ram Records       |
| 2016 | Killer Squad EP                            | Ram Records       |
| 2017 | Teddy's Song                               | Ram Records       |
| 2017 | Monkey Kingdom                             | Ram Records       |
| 2017 | New Jam                                    | Ram Records       |
| 2018 | Back To Violence                           | Eatbrain          |
| 2018 | Smooth (mit Synergy)                       | Viper Recordings  |
| 2018 | Hellblade EP                               | Eatbrain          |
| 2018 | Uppercut (mit Annix)                       | Playaz            |
| 2019 | Miles High (mit Gydra)                     | Neuropunk Records |
| 2019 | War On Silence (mit Crissy Criss)          | War On Silence    |
| 2019 | Assassins                                  | Blackout Music NL |
| 2019 | Vibe EP                                    | Eatbrain          |
| 2020 | Negative Thoughts EP                       | Eatbrain          |
| 2020 | Bun Dem                                    | Souped Up Records |
| 2021 | Landing Capsule EP                         | RAM Records       |
| 2022 | Night Train                                | Souped Up Records |
| 2023 | Backup                                     | Neuropunk Records |
| 2023 | Break My Heart                             | Souped Up Records |
| 2024 | Run                                        | Souped Up Records |
| 2024 | Do U L Me                                  | Roadblock Records |
| 2024 | NRG                                        | Souped Up Records |
| 2025 | Skydiver                                   | Souped Up Records |
| 2025 | Feed Your Soul                             | Souped Up Records |